# 望川开明寺
望川开明寺是一座明、清古建筑，位于山西省晋城市阳城县润城镇望川村。
2021年8月4日，望川开明寺公布为第六批山西省文物保护单位，古建筑类，编号6-221。